# سالي هالي
سالي هالي (بالإنجليزية: Sally Haley)‏ هي رسامة أمريكية، ولدت في 29 يونيو 1908، وتوفيت في 1 سبتمبر 2007.